# Lidia González
Lidia Cristina González Calderón (Puerto Montt, 27 de abril de 1967) es una artesana y política chilena perteneciente al pueblo originario yagán que fue concejala de la comuna de Cabo de Hornos por dos períodos, además fue encargada de la oficina de la Corporación Nacional de Desarrollo Indígena (Conadi) en la provincia Antártica Chilena.
En mayo de 2021 fue electa como candidata única en las elecciones de constituyentes realizada en Chile del 15 al 16 de mayo de 2021, pasando a ser una de las 155 personas que componen a la Convención Constitucional de la República de Chile.
Es hija de Cristina Calderón, quien fue la última hablante nativa del idioma yagán, y la última integrante de dicha cultura que alcanzó a vivir de cerca sus costumbres.

## Biografía
Lidia González nace en 1967 en la comuna de Puerto Montt, sus padres son Cristina Calderón y Teodosio González. Es la menor de diez hijas de Cristina; además es sobrina de Úrsula Calderón. Luego de su nacimiento su familia se muda a Caleta Eugenia ubicada en la Isla Navarino, dentro de la comuna de Cabo de Hornos. Sin embargo, creció junto con Ana Sarmiento y sus padres. Para 1973 vivía junto con sus padres en Rada Picton.
Su educación básica la cursó en un internado. Durante ese periodo de su niñez y juventud señaló que sufrió de discriminación por ser yagana. Estudió hasta segundo medio de manera presencial, y posteriormente completó su educación por medio de clases a distancia. En 1996 formó el «Jardín Étnico Familiar Ukika» de Puerto Williams. Ya siendo adulta, aprendió de su madre las técnicas de la cestería tradicional yagán, debido a su tiempo alejada de ella cuando estuvo en el internado. Su marido fue concejal por la comuna de Cabo de Hornos.

## Carrera pública y política
En 2008 postuló al cargo de concejal por la comuna de Cabo de Hornos como independiente por el pacto Concertación Democrática. Fue electa como concejala con el 7.62% de los votos, esto la convirtió en la primera persona de la etnia Yagana en ocupar un cargo público de elección popular. Nuevamente es reelecta en 2012 como independiente con un 4.95% de los votos.
Desde 2012 se encuentra trabajando en la oficina de Promoción e Información de los Derechos Indígenas y luego como la encargada de la Oficina de Asuntos Indígenas de la CONADI en la ciudad de Puerto Williams.
En marzo de 2019 participó de las protestas en la Isla Navarino, impidiendo el arribo de las salmoneras que buscaban asentar 134 jaulas de crianza en Puerto Williams. Las manifestaciones prosiguieron por meses, hasta el momento en el cual las jaulas y la industria se retiraron de la zona. Durante su vida adulta ha desarrollado muchas actividades de preservación y difusión del conocimiento de la cultura y del idioma de su pueblo.

### Convencional constituyente
Luego de los resultados del plebiscito nacional de 2020, y posterior organización de las elecciones de convencionales constituyentes, sus hijos y familia directa la animaron a presentarse como candidata constituyente representando al pueblo yagán. Fue la única inscrita en el cupo de escaños reservados del pueblo originario yagán. Como nombre alternativo se encontraba el de su sobrino, el profesor Luis Francisco Gómez.
A la convención se presentaron cinco personas interesadas en ser candidato por el escaño reservado, entre ellos Lidia; sin embargo, todos se organizaron antes de presentarse y decidieron que en una votación previa a la elección la mujer y el hombre que obtuvieran la mayor cantidad de votos se presentarían; y de estos el candidato titular sería quien de los dos obtuvo mayoría en la votación. Después de este proceso, Lidia González fue electa para ser titular  con 49 de 89 votos.
En mayo de 2021 fue electa como candidata única el 16 de mayo de 2021 con el 91,04% de los votos, pasando a ser una de las 155 personas que componen a la Convención Constitucional de la República de Chile. El 6 de enero de 2022 asumió como vicepresidenta adjunta de la Convención, junto a Bárbara Sepúlveda, Amaya Alvez, Tomás Laibe y Natividad Llanquileo.